# Tuorsbach
Der Tuorsbach, rätoromanisch Ava da Tuors, ist ein Bergbach im Val Tuors im Kanton Graubünden im Bezirk Albula. 

## Geographie

### Quellbäche
Die Ava da Salect entspringt dem Keschgletscher und ist verantwortlich für die auffallend weisse Farbe des Tuorsbach. Die Ava da Ravais-ch entspringt unter anderem dem Lai da Ravais-ch Suot, etwa vier Kilometer nordöstlich von Chants auf 2505 M.ü.M. an der Wassergrenze zwischen dem Schwarzen Meer und dem Atlantischen Ozean. Das Wasser aus dem wenige Meter neben dem Lai da Ravais-ch Suot liegenden Lai da Ravais-ch Sur auf 2562 M.ü.M. fliesst dagegen durchs Val Funtauna und das Val Susauna ins Engadin und in den Inn.

### Weiterer Verlauf
Der Tuorsbach entsteht aus dem Zusammenfluss der Ava da Ravais-ch und der Ava da Salect unterhalb von Chants im Val Tuors und mündet bei Bergün/Bravuogn nach 7,3 Kilometern (mit Ava da Ravais-ch 12,5 km) von rechts in die nur wenig wasserreichere Albula, einen Nebenfluss des Rheins. 
Dem Bach wird auf der Höhe von Latsch Wasser für die Albula-Landwasser Kraftwerke entnommen, das in der Zentrale Filisur verarbeitet wird.